# Marc Rebés
Marc Rebés (Santa Coloma de Andorra, 3 de julio de 1994) es un futbolista andorrano que juega en el F. C. Pas de la Casa y en la selección nacional de Andorra.

## Selección nacional
Rebés hizo su debut internacional el 6 de junio de 2015 en un amistoso contra Guinea Ecuatorial. El 9 de junio de 2017 marcó su primer gol internacional en la victoria por 1-0 ante Hungría en la clasificación de UEFA para la Copa Mundial de Fútbol de 2018. El gol anotado le dio a Andorra su primera victoria en partidos oficiales de los últimos 13 años, que ya abarcaban 66 partidos, y su segunda victoria en partidos oficiales en la historia.

### Goles como internacional
Ha sido internacional con la selección de fútbol de Andorra en 66 ocasiones consiguiendo 3 goles.
| #                                      | Fecha                   | Local                                                                             | Oponente      | Gol | Resultado | Competición                                                  |
| -------------------------------------- | ----------------------- | --------------------------------------------------------------------------------- | ------------- | --- | --------- | ------------------------------------------------------------ |
| 1.                                     | 9 de junio de 2017      | Estadi Nacional, Andorra la Vieja, Andorra                                        | Hungría       | 1-0 | 1-0       | Clasificación de UEFA para la Copa Mundial de Fútbol de 2018 |
| 2.                                     | 21 de marzo de 2018     | Estadio Municipal de La Línea de la Concepción, La Línea de la Concepción, España | Liechtenstein | 1-0 | 1-0       | Amistoso                                                     |
| 3.                                     | 14 de noviembre de 2020 | Estadio Nacional Ta' Qali, Ta' Qali, Malta                                        | Malta         | 0-1 | 3-1       | Liga de Naciones de la UEFA 2020-21                          |
| Actualizado el 14 de noviembre de 2020 |                         |                                                                                   |               |     |           |                                                              |